# Sclerocactus brevihamatus
Sclerocactus brevihamatus ist eine Pflanzenart in der Gattung Sclerocactus aus der Familie der Kakteengewächse (Cactaceae). Ein englischer Trivialname ist „Tobusch Fishhook Cactus“.

## Beschreibung
Sclerocactus brevihamatus wächst meist einzeln mit kugelförmigen bis verkehrt eiförmigen, etwas dunkelgrünen Trieben, die bei Durchmessern von 5 bis 8 Zentimeter Wuchshöhen von 5 bis 10 Zentimeter erreichen. Es sind zehn bis zwölf 6 bis 12 Millimeter hohe Rippen vorhanden, die gehöckert sind und eine bewollte Furche aufweisen. Die meist vier abgeflachten Mitteldornen sind weißlich und 2,5 bis 4,5 Zentimeter lang. Der unterste von ihnen steht waagerecht ab und ist hakenförmig. Die sieben bis 14 drehrunden, ausgebreiteten Randdornen sind weiß. Sie weisen eine Länge von 1 bis 2 Zentimeter auf.
Die trichterförmigen Blüten sind grünlich weiß bis hellgelb oder cremeweiß und purpurfarben überhaucht. Sie sind 2,5 bis 3 Zentimeter lang. Die dünnwandigen, fast kahlen Früchte sind etwa 1,5 Zentimeter lang.

## Systematik, Verbreitung und Gefährdung
Sclerocactus brevihamatus ist im Süden von Texas verbreitet. Sclerocactus brevihamatus subsp. tobuschii ist auf dem Edwards Plateau endemisch.
Die Erstbeschreibung als Echinocactus brevihamatus erfolgte 1856 durch George Engelmann. David Richard Hunt stellte sie 1991 in die Gattung Sclerocactus. Synonyme sind Ancistrocactus brevihamatus (Engelm.) Britton & Rose, Roseia brevihamata (Engelm.) Frič und Pediocactus brevihamatus (Engelm.) Halda.
Es werden folgende Unterarten unterschieden:
- Sclerocactus brevihamatus subsp. brevihamatus
- Sclerocactus brevihamatus subsp. tobuschii

Sclerocactus brevihamatus subsp. tobuschii wird in Anhang I des Washingtoner Artenschutz-Übereinkommen geführt.
In der Roten Liste gefährdeter Arten der IUCN wird die Art als „Least Concern (LC)“, d. h. als nicht gefährdet geführt.

## Nachweise